# Azanicola
Azanicola é um gênero de mariposa pertencente à família Crambidae.